# Julius von Haast
Sir Johann Franz Julius von Haast, född 1 maj 1822 i Bonn, död 16 augusti 1887 i Christchurch, Nya Zeeland, var en tysk geolog och paleontolog.
von Haast var ursprungligen köpman, men under talrika resor i Väst- och Sydeuropa utvecklade han ett intresse för geologi och geografi. År 1858 erhöll han anställning vid ett brittiskt handelshus på Nya Zeeland och deltog 1859 i en del av Ferdinand von Hochstetters resor på dessa öar. 

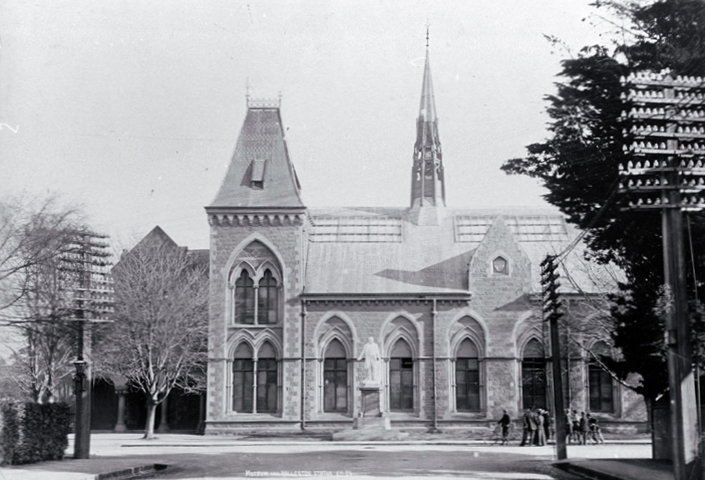
Canterbury Museum, byggnad fullbordad 1882.

Året därpå gav regeringen honom ansvaret för de geologiska undersökningarna där. von Haast upptäckte bland annat rester av moafåglarna och grundlade Canterbury Museum i Christchurch, invigt 1870. År 1876 utnämndes han till professor vid University of New Zealand. Av hans skrifter kan särskilt nämnas Geology of the Provinces of Canterbury and Westland (1879).